# Gull-Wiesenwühlmaus
Die Gull-Wiesenwühlmaus (Microtus pennsylvanicus nesophilus) ist eine ausgestorbene Unterart der Wiesenwühlmaus (Microtus pennsylvanicus) innerhalb der Gattung der Feldmäuse. Sie war endemisch auf der Insel Great Gull Island in der Nähe von Long Island. Die Gull-Wiesenwühlmaus wurde 1889 entdeckt und 1898 als eigenständige Art beschrieben.

## Beschreibung
Die Gull-Wiesenwühlmaus erreichte eine Länge von 18,8 cm, die Schwanzlänge betrug 4,1 cm und die Hinterfußlänge 2,1 cm. Im Vergleich zur Wiesenwühlmaus war das Fell dunkler. Ihr Schädel war kürzer aber breiter als bei der Nominatform. Die Oberseite war gelblich nussbraun und mit schwarzen Haaren meliert. Die Unterseite war dunkel zimtfarben getönt. Gesicht und Nase waren dunkel. Der Schwanz war oberseits schwärzlich und an der Unterseite dunkelbraun.

## Lebensweise
Über die Lebensweise ist fast nichts bekannt geworden. Sie war ein Bodenbewohner an den Stränden und ernährte sich von Gräsern.

## Aussterben
Die Verbreitung der Gull-Wiesenwühlmaus war auf die 7 ha große Insel Great Gull Island am Eingang des Long-Island-Sunds beschränkt. 1897 begann die US-Armee mit dem Bau der Befestigungsanlage Fort Michie, wobei der Lebensraum der Gull-Wiesenwühlmaus und vieler Seeschwalben komplett zerstört wurde. Im August 1898 besuchte der Zoologe Arthur Holmes Howell die Insel und konnte kein Exemplar mehr nachweisen. 15 Exemplare befinden sich in der Sammlung des United States Fish and Wildlife Service. 1981 wurde die Festlandrasse der Wiesenwühlmaus auf Great Gull Island ausgewildert.